# Youyou Tu
Youyou Tu, în chineză: 屠呦呦; (n. 30 decembrie 1930, Ningbo⁠(d), Republica Chineză) este o cercetătoare chineză în domeniul medicinei și chimiei farmaceutice, cunoscută pentru descoperirea substanțelor artemisinină și dihidroartemisinină, care au salvat milioane de vieți omenești în lupta cu malaria. Descoperirea artemisininei este considerată a fi una din marile reușite în domeniul medicinei tropicale, având efecte pozitive asupra țărilor din Asia de Sud, Africa și America de Sud. Pentru meritele ei, lui Tu i-a fost decernat în 2015 Premiul Lasker, iar în 2015 a fost una dintre cei trei laureați ai Premiului Nobel pentru Fiziologie sau Medicină, alături de William C. Campbell (Irlanda) și 
Satoshi Ōmura (Japonia).